# Refúgio de Argentière
O refúgio de Argentière fica a 2 771 m no departamentos francês da Alta-Saboia, no maciço do Monte Branco, faz parte dos geridos pelo Clube alpino francês.

## Acesso
Para se aceder ao refúgio é preciso tomar o teleférico des Grands Montets para descer o glaciar do Rognon e atravessar o glaciar de Argentière

## Características
- Altitude; 2 771 m
- Capacidade; 120 lugares durante a estação alpina, e 14 lugares de inverno sem o guarda

## Ascensões
O refúgio é o ponto de partida ideal, um clássico, para se fazer a Agulha de Argentière e depois o glaciar do Milieu, o "Couloir en Y" , a Aresta da Flecha Rousse